# George Gustav Heye

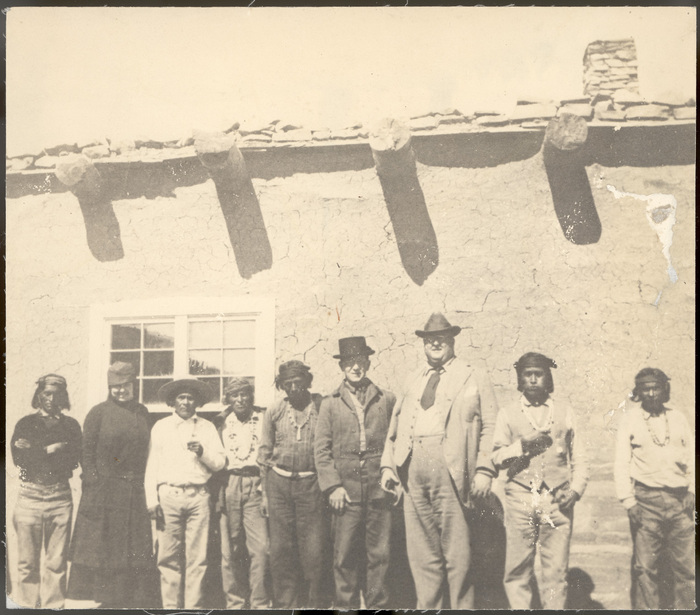
Thea und George Heye bei einer Grabung in Arizona (2. und 7. von links). Dort wurde von 1917 bis 1923 unter Leitung von Frederick Webb Hodge (6. von links) das Zunidorf Hawikkku untersucht.

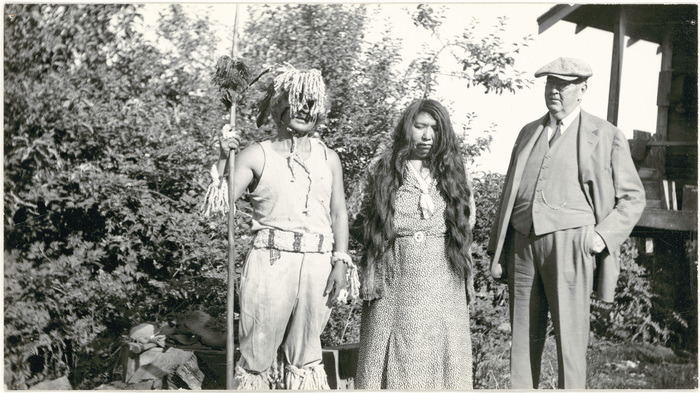
Heye neben Elsie Copper und ihrem Bruder, die zu den Saanich bei Victoria im Südwesten Kanadas gehören, 1938. Heye arbeitete mit dem Sammler Charles F. Newcombe zusammen, der zahlreiche Werke aus dem Nordwesten an sich zog.

George Gustav Heye (* 1874; † 20. Januar 1957) war ein Sammler von Artefakten amerikanischer Indianer. Seine Sammlung wurde zum Kernbestand des National Museum of the American Indian.

## Leben
George Gustav Heye wurde als Sohn von Carl Friederich Gustav Heye und Marie Antoinette Lawrence aus Hudson geboren; sein Vater war ein deutscher Immigrant, der in der Ölindustrie zu Vermögen gekommen war. George studierte am seinerzeitigen Columbia College in New York, der heutigen Columbia University, und schloss sein Studium als Elektroingenieur 1896 ab. Von 1901 bis 1909 arbeitete er im Investment Banking.
1897 kam er durch den Erwerb eines Hirschfellhemdes der Navajo erstmals mit indigener Kultur als Sammler in Berührung. Bis 1903 erwarb er weitere Einzelstücke, um von da an in größtem Maßstab zu akquirieren. 1915 betätigte er sich zusammen mit Frederick W. Hodge und George H. Pepper am Nacoochee Mound im White County im Bundesstaat Georgia. Ihre Arbeit wurde durch die Heye Foundation und das Bureau of American Ethnology gefördert und galt als eine der bestdokumentierten Grabungen ihrer Zeit. 1918 publizierten die Ausgräber ihren Bericht unter dem Titel The Nacoochee Mound In Georgia.
Heye häufte eine der größten privaten Sammlungen indigener Kunst an. Anfangs sammelte er die Objekte in seiner Wohnung in der Madison Avenue in New York, doch musste er bald Räumlichkeiten anmieten. Ab 1908 bezog er sich auf seine Sammlung mit der Bezeichnung „The Heye Museum“, und er verlieh bald Einzelobjekte an das spätere University of Pennsylvania Museum of Archaeology and Anthropology in Philadelphia. 1916 kaufte er J. E. Standley vom Ye Olde Curiosity Shop in Seattle die Sammlung alaskanischer Artefakte ab.
Die Heye-Sammlung wurde nun in das Heye Foundation’s Museum of the American Indian an der 155. Straße Ecke Broadway verlagert; das Museum wurde nach sechs Jahren 1922 eröffnet. Heye selbst war sein erster Direktor bis 1956 (neben Frederic Seward). Es barg bald mehr als eine Million Objekte, die er zum Teil auf europäischen Auktionen erstand. Ab 1919 brachte er die Zeitschrift Indian Notes and Monographs heraus. 1994 übernahm die Smithsonian Institution das Haus und eröffnete das Heye Center of the National Museum of the American Indian im früheren Alexander Hamilton U.S. Custom House auf Manhattan.
Heye war Mitglied der American Anthropological Association und des American Museum of Natural History, auch war er Fellow der American Geographical Society sowie der American Association for the Advancement of Science, darüber hinaus honorary fellow des
Royal Anthropological Institute Großbritanniens. 1929 erhielt er die Ehrendoktorwürde der Universität Hamburg. Von den irokesischen Seneca erhielt er den Ehrennamen „O’owah“ (Kreischeulen|Kreischeule), die Hidatsa aus North Dakota gaben ihm 1938 den Namen „Isatsigibis“ (schlankes Schienbein). Die Hidatsa glaubten, dass ein von einem Missionar entwendeter Medizinbeutel, der sich in Heyes Sammlung befand, die Ursache für die große Dürre dieser Jahre war. Sie forderten daher die Rückgabe. Heye übergab dem 84-jährigen Foolish Bear und dem 75-jährigen Drags Wolf den Beutel.

## Werke
- George G. Heye, Frederick W. Hodge, George H. Pepper: The Nacoochee Mound in Georgia, New York 1918.